# صلوات‌آباد (سنندج)
صلوات‌آباد روستایی از توابع بخش مرکزی شهرستان سنندج در استان کردستان ایران است.

## جمعیت
این روستا در دهستان حومه قرار دارد و براساس سرشماری مرکز آمار ایران در سال ۱۳۹۵، جمعیت آن ۳٬۲۱۵ نفر (۱٬۰۰۸ خانوار) بوده‌است.